# Le jour et l'heure
Le jour et l'heure (Brasil: O Dia e a Hora ) é um filme franco/italiano, de 1963, em preto e branco, dos gêneros ação, drama, guerra e romance, dirigido por René Clement, roteirizado pelo diretor e Roger Vailland, música de Claude Bolling.

## Sinopse
Segunda Guerra mundial, França, primavera de 1944, mulher, relutantemente, aceita conduzir três pilotos aliados, dois ingleses e um americano, a segurança da resistência.

## Elenco
- Simone Signoret ....... Therese Dutheil
- Stuart Whitman ....... Capitão Allan Morley
- Geneviève Page ....... Agathe Dutheil
- Michel Piccoli ....... Antoine
- Reggie Nalder ....... homem da gestapo
- Billy Kearns ....... Pat Riley
- Marcel Bozzuffi ....... Inspetor Lerat
- Henri Virlojeux ....... Legendre (como Henri Virlogeux)
- Hénia Suchar
- Hubert de Lapparent ....... Procurador Jasseron
- Carl Studer ....... Major Gordon
- Roger Kemp ....... Aviador inglês
- Mark Burns ....... Aviador inglês
- Jacques Herlin
- Colette Castel ....... Lucie